# Kurt Männer
Kurt Männer (* 1. Februar 1913; † vor 17. Februar 1942 an der Ostfront) war ein deutscher Fußballspieler.
Zur Saison 1936/37 nahm Männer mit dem BC Hartha an der Gauliga Sachsen teil. Als Sachsenmeister qualifizierte sich die Mannschaft für die Endrunde um die deutsche Meisterschaft, wo Männer in seinem einzigen Endrundenspiel gegen den SV Hindenburg Allenstein (6:2) ein Tor erzielte. Den Tschammerpokal 1937, bei welchem der BC Hartha im Viertelfinale nach einer 1:4-Niederlage gegen Fortuna Düsseldorf ausschied, beendete Männer mit sieben Toren und damit als bester Torschütze des Wettbewerbs. Die darauf folgende Spielzeit beendete Hartha abermals als Sachsenmeister. Während der Endrunde wurde der 25-Jährige sechs Mal eingesetzt, beim 1:1-Unentschieden gegen den VfB Stuttgart erzielte er den Führungstreffer. In der 1. Schlussrunde des Tschammerpokals 1939 schoss Männer mit seinen drei Treffern im Alleingang den First Vienna FC 1894 aus dem Wettbewerb (3:2). Die Gauligasaison 1939/40 beendete Hartha lediglich im Mittelfeld der Tabelle. Ob Männer danach weiterhin für den BC Hartha auflief, ist nicht bekannt. Einer Mitteilung vom 17. Februar 1942 zufolge starb Männer bei Kampfhandlungen an der Ostfront.